# 프랑수아 아라고

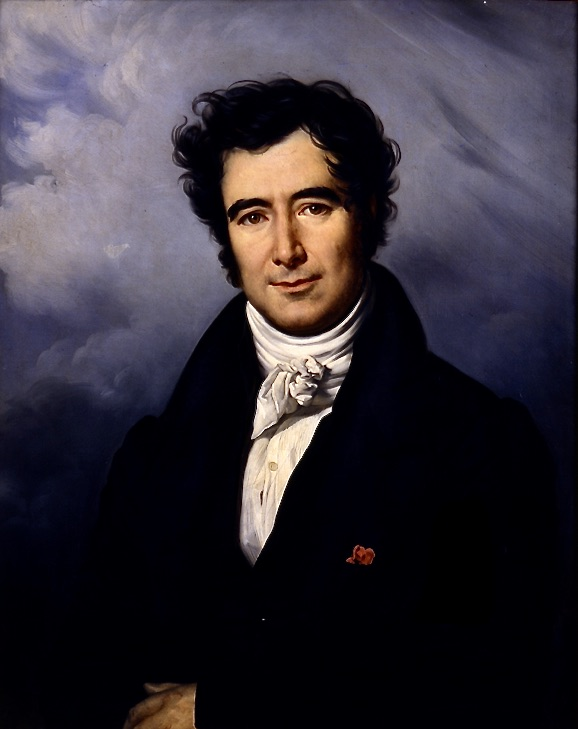
프랑수아 아라고

도미니크 프랑수아 장 아라고(프랑스어: Dominique François Jean Arago, 1786년 2월 26일 ~ 1853년 10월 2일), 약칭 프랑수아 아라고(François Arago[fʁɑ̃swa aʁaɡa])는 프랑스의 수학자, 물리학자, 천문학자, 프리메이슨이며, 이탈리아 카르보나리당의 지지자이며 정치가이다.

## 어린 시절 및 직업
아라고는 프랑스 피레네-오리엔트 지방 페르피냥 근처에 있는 인구 3,000의 작은 마을 에스타겔(Estagel)에서 태어났으며, 그의 부모는 에스타겔의 조폐국 재무관 프랑수아 보나방튀르 아라고(1754–1814)와 마리 아라고(1755–1845)였다.
아라고는 사형제 중 맏이였다. 둘째인 장 아라고(1788~1836)는 북아메리카로 이민하여 멕시코 군대의 장군이 되었다. 셋째 자크 에티엔 빅토르 아라고(1799–1855)는 1817년부터 1821년까지 우라니에 호를 타고 루이 드 프레시네가 이끄는 탐험 항해에 참여했으며, 프랑스로 돌아오면서 언론활동과 드라마에 전념했다. 넷째 에티엔 뱅상 아라고(1802–1892)는 <비라그의 상속녀>에서 소설가 발자크와 협동하는 등 1822년부터 1847년까지 주로 협동 작업을 통해 많은 드라마 소품을 쓴 것으로 알려졌다.
확고한 군사적 취향이 있던 아라고는 페르피냥 시립대학에 진학했고, 그곳에서 에콜 폴리테크니크의 입학시험에 대비하여 수학을 공부하기 시작했다. 2년 반 만에 그는 시험에 필요한 모든 과목과 훨씬 더 많은 것을 배웠고, 툴루즈로 시험을 보러 가서 라그랑주에 대한 지식을 보여 시험관을 놀라게 했다.
1803년 말, 아라고는 에콜 폴리테크니크에 입학했지만, 그곳의 교수들은 지식을 전달하거나 교육할 능력이 없다는 것을 알게 된다. 그는 포병이 되고자 하였지만 1804년 푸아송의 조언과 권고를 받아들여 파리 천문대 서기가 되었다. 그는 거기서 라플라스와 알게 되었고, 그의 영향력을 통해 비오와 함께 자오선의 길이를 측정하는 임무를 받았다. 이 일은 달랑베르가 시작하여 1804년 메섕이 사망하자 중단되었다. 아라고와 비오는 1806년 파리를 떠나 스페인의 여러 산들을 따라 작업하였다. 그들이 탐사를 수행할 지점의 최남단인 포멘테라 섬의 위도를 결정한 후 비오는 파리로 돌아갔다. 아라고는 1미터의 정확한 길이를 결정하기 위해 1809년까지 작업을 계속했다.
비오가 떠난 후, 프랑스의 스페인 침공으로 인한 정치적 소요 때문에 탐사는 발레아레스 제도까지 확대되었고, 아라고의 활동과 갈라초 산의 정상에서 불을 피우는 것을 수상하게 여긴 주민들은 그를 침략군의 스파이로 의심했다. 주민들은 격렬하게 반응하여 1808년 6월 그를 벨베르 요새에 가두었다. 7월 28일 그는 어선을 타고 섬을 탈출했고, 위험한 항해를 한 후 8월 3일에 알제에 도착한다. 거기서 마르세유행 선박에 탑승했으나, 8월 16일, 선박이 마르세유에 가까워질 무렵, 스페인 해적에게 잡혔다. 나머지 대원들과 함께 아라고는 로제스 끌려가 먼저 풍차에 감금되고, 그 후 요새에 갇히고, 프랑스가 그 마을을 점령하자 포로들은 팔라모스로 이송되었다.
3개월간 투옥된 후, 아라고 등은 알제 태수의 요구로 풀려났고, 다시 11월 28일 마르세유로 출항했으나 항구가 보일 무렵 북풍으로 인해 그들은 다시 아프리카 해안의 베자이아로 밀려났다. 이곳에서 배를 타고 알제로 간다면 3개월이나 되는 피곤한 여정이 된다. 그래서 아라고는 한 이슬람 사제의 안내를 받아 육로를 통해 크리스마스에 그곳에 도착했다. 알제에서 6개월을 보낸 그는 1809년 6월 21일 다시 한번 마르세유로 출항했는데, 거기서 그는 이 고생이 끝날 때까지 창고에서 단조롭고 불편하게 지냈다. 그가 창고에 있을 때 알렉산더 폰 훔볼트로부터 첫번째 편지를 받는다. 아라고의 말에 따르면 이것은 "구름 한 점 없이 40년 이상 지속되었다."

## 과학 연구
아라고는 탐사 기록을 충실하게 남겼다. 그가 집으로 돌아와 처음 한 일은 파리에 있는 경도국에 그 기록물들을 보관하는 것이었다. 과학발전을 위한 모험적인 행동에 대한 보상으로 그는 스물 세살의 매우 어린 나이에 프랑스 과학 학술원 회원으로 선출되었고, 1809년 말에 에콜 폴리테크니크의 이사회는 해석 기하학 전공 주임인 가스파르 몽주의 후임으로 그를 선정하였다. 동시에 황제는 그를 파리 천문대의 천문학자로 임명하였는데 그가 죽을 때까지 머물렀다. 이를 계기로 1812년부터 1845년까지 그가 했던 천문학 강의는대단한 대중적 인기를 누렸다.
1818년 또는 1819년에 그는 비오와 함께 프랑스, 영국, 스코틀랜드 해안에서 측지 작업을 진행했다. 그들은 스코틀랜드의 레이스(Leith)와 셰틀랜드 제도(Shetland Island)에서 초(seconds)를 측정하는 진자의 길이를 측정하였는데 이것은 스페인에서 얻어진 결과와 함께 1821년에 발표되었다. 아라고는 곧바로 경도국의 회원으로 선출되었고, 약 22년 동안 연감 작성에 관여하였는데 여기에는 천문학과 기상학에 관한 중요 과학적 알림, 때로는 토목공학과에 관한 알림과 함께 아카데미 회원들의 재미있는 회고록이 실렸다.
아라고의 초기 물리학 연구는 여러 온도에서 증기의 압력과 음속에 관한 것인데 1818년에서 1822년 사이의 일이다. 자기학 관측은 대부분 1823년에서 1826년까지 이루어졌다. 아라고 회전이라고 불리는 회전 자성을 발견했고, 대부분의 물체가 자성을 가질 수 있다는 사실을 발견했다; 이러한 발견은 마이클 패러데이에 의해 완성되고 설명되었다.
아라고는 프레넬의 광학 이론을 열렬히 지지하여, 지금은 아라고 반점으로 알려진 현상을 관찰함으로써 빛에 관한 프레넬의 파동설을 증명하는 데 도움을 주었다. 두 과학자는 빛의 편광에 관한 실험을 함께 수행했는데, 그로부터 에테르의 진동이 운동방향과 수직이고, 편광이 서로 직각인 두 성분으로 구성되었다고 추론하였다. 이후 편광기의 발명과 회전 편광의 발견은 아라고 덕택이다. 그는 1812년에 최초의 편광 필터를 발명했다. 1819년 대혜성의 꼬리로부터 편광된 빛을 발견하고는 최초로 편광기로 혜성을 관측하였다.
빛의 속도를 측정하기 위해 나중에 피조(1849년)와 푸코(1862년)가 실제로 구현한 방식에 대한 일반적인 생각은 1838년에 아라고가 제안한 것인데 그는 시력이 저하되어 세부사항을 정리하거나 실험을 할 수 없었다.
실험자이자 발견자로서 아라고의 명성은 주로 푸코와 공동 발견한 맴돌이 전류에 대한 자성 연구와 이보다 더 많은 광학 연구에 의한 것이다. 그는 물, 유리, 구리 등과 같은 비철 표면 위에서 진동하도록 만들어진 자성 바늘이 진동을 유지한다면 표면에 가까워질수록 더 빨리 떨어진다는 것을 보여주었다. 이 발견으로 인해 그는 1825년 영국 왕립학회의 코플리 메달을 수상하였으며 계속된 연구에서 회전하는 구리 판이 그 위에 매달린 자기 바늘에 운동을 전달하는 것을 발견하고 이것을 "회전 자성"라고 하였지만, (1832년에 패러데이가 이것을 설명한 후) 지금은 맴돌이 전류로 알려져 있다. 아라고는 또한 오로라와 자기 원소 변화 사이의 오래된 연관성을 입증했다고 할 수 있다. 1828년 스웨덴 왕립 과학원의 외국인 회원으로 선출되었다.
광학 분야에서 아라고는 스스로 중요한 광학적 발견을 했을 뿐만 아니라 말루스와 토마스 영의 천재성이 발휘되도록 장려한 것으로 인정받고 있는데 이 시기의 역사는 서로 엮여 있다.
19세기에 접어들어 적어도 세 명의 과학자는 빛의 파동설을 수립하기 위해 노력하고 있었다. 프레넬은 파동설을 지지했는데 빛의 입자설을 주장하는 라플라스, 푸아송, 비오에게 그다지 지지를 받지 못했다. 훔볼트와 아라고는 파동설을 열렬히 지지했는데 학술원은 아라고에게 그 논문에 대해 보고하도록 임명하였다. 이 일로 인해 아라고와 프레넬은 친밀한 우정을 쌓게 되었으며, 빛의 편광에 대한 더욱 근본 법칙을 찾는 연구를 함께 수행하게 되었다. 이 작업의 결과로 아라고는 편광기를 만들었는데 하늘에서 빛의 편광에 대한 몇 가지 흥미로운 관찰에 사용했다. 그는 또한 석영이 빛의 편광을 회전시키는 능력이 있다는 것을 발견했다.
파동설을 뒷받침하기 위한 그의 많은 기여중에 결정적 실험이 있는데 이것은 공기, 물, 유리에서 빛의 속도를 직접 측정하는 것이다. 입자설에 의하면 매질의 밀도가 커지면 광속이 빨라지지만 파동설에 의하면 반대로 느려진다. 1838년에 그는 그의 실험 장비에 대한 세부사항을 학술원에 제출하였는데 이것은 휘트스톤이 1835년에 방전속도를 측정하기 위해 사용한 중계 거울을 응용한 것이다. 그러나 이 작업을 수행하는데 많은 주의가 필요하고 또 1848년 혁명이 일어나기도 해서 1850년 봄이 되어서야 겨우 거의 생각을 시험할 준비가 되었다. 이때 그의 시력이 갑자기 떨어졌다. 밀도가 높은 매질에서 빛의 속도가 느려진다는 것은 그가 죽기 전에 피조(1851년)와 푸코(1849년)의 실험에 의해 증명되었는데 이 실험은 세부 사항이 개선되기는 했지만 아라고의 제안에 기반한 것이다.

## 정치 및 업적
항상 공화주의 형태의 자유주의를 공언하던 아라고는 1830년 피레네-오리엔트 지방(Pyrénées-Orientes Départment)의 내각의 일원으로 선출되었고, 공교육과 관련된 모든 문제, 발명가에 대한 보상, 기계적이고 실용적인 학문에 대한 격려 등에 그의 유창한 호소력과 과학적 지식의 재능을 발휘하였다. 이때 이루어진 훌륭한 국가 사업중에서 많은 수가 아라고의 후원 덕분인데, 예를 들면, 사진을 발명한 루이 다게르에 대한 보상, 페르마와 라플라스의 책을 출판하는 보조금, 클루니 박물관의 인수, 철도 및 전신의 개발 같은 것들이다. 1839년 아라고는 이집트 라스 엘틴 궁전을 담은 첫번째 사진을 전시해서 보는 사람들을 놀라게 하였다.
1830년에는 아라고도 천문대의 책임자로 임명되었고 내각의 일원으로서 부분 재건축과 대형 기구를 도입하는 보조금을 받아낼 수 있었다. 같은 해에 조제프 푸리에가 전에 있던 자리인 학술원 종신 서기로 뽑혔다. 아라고는 그 일에 헌신했고 친구를 사귀는 그의 능력을 바탕으로 그는 즉시 세계적인 명성을 얻었다. 종신 서기로서 사망 회원들의 역사적인 추도 연설을 하는 것은 그의 의무였다. 그리고 사고의 신속성과 타고난 재능, 행복한 문체, 폭넓은 지식은 특히 그가 의무를 잘 수행하도록 하였다. 그는 1832년 미국 예술 과학 학술원의 외국인 명예 회원으로 선출되었다.
1834년 아라고는 에든버러에서 열린 영국 과학진흥협회(British Science Association) 회의에 참석하기 위해 다시 스코틀랜드를 방문한다. 이 시기부터 1848년까지 학술원과 천문대에서 물리학의 분야에서 많은 업적을 남기며 공헌하지만 그는 조용한 생활을 유지한다. 루이 필리프 1세가 몰락하자 임시정부에 참여하기 위해 천문대를 떠난다(1848년 2월 24일). 그는 전에 한 사람에게 주어진 적 없는 두 가지 중요한 업무, 즉 해양 및 식민지 장관(1848년 2월 24일 ~ 1848년 5월 11일)과 전쟁 장관(1848년 4월 5일 ~ 1848년 5월 11일)을 맡았다. 해양 및 식민지 장관으로 있으면서 해군의 식량 배급을 향상시켰고 매질을 폐지했다. 그는 또한 온갖 종류의 정치 서약을 폐지했고 금전적 손해를 감수하면서 프랑스 식민지에서 노예제를 폐지하는데 성공했다.
1848년 5월 10일 아라고는 프랑스 공화국의 통치 기구인 행정 권력 위원회의 일원으로 선출되었다. 그는 행정권력위원회 의장(1848년 5월 11일)이 되었고, 위원회의 집단 사퇴가 국민제헌의회에 제출된 1848년 6월 24일까지 임시 국가원수직을 수행하였다. 1852년 5월 초 나폴레옹 정부가 모든 직책자들에게 충성 서약을 요구하자 아라고는 완강히 거부하고 경도국 천문학자직도 사임하였다. 그러나 왕자(나폴레옹 3세)는 "그가 없으면 정부가 후회하게 되고 프랑스에 빛이 되는 선구자에게는" 예외라며 받아들이지 않았다.
미국 오리건 주의 그레고리 곶은 1778년 3월 12일 그 날의 성자였던 성 그레고리의 이름을 따라 쿡 선장이 명명한 것이다. 1850년 이곳은 아라고의 이름을 따라 아라고 곶으로 개칭되었다.

## 말년
아라고는 끝까지 한결같은 공화주의자였고, 1852년 쿠데타 이후 먼저 당뇨병을 앓고, 그 후 신장염, 그리고 수종(dropsy)으로 복잡해졌지만 그는 충성 서약을 하기보다는 천문학자직을 사임했다. 나폴레옹 3세는 이 노인이 결코 방해받지 않고 그가 좋아하는 것을 자유롭게 말하고 행하도록 내버려두라는 지시를 내렸다. 1853년 여름 의사들이 아라고에게 고향의 공기가 효과적인지 시도해 보라는 권고를 받고 동부 피레네로 갔지만 효과가 없었으며 파리에서 죽었다. 그의 무덤은 파리의 유명한 페르 라셰즈 묘지에 있다. 아라고는 무신론자였다.

## 발자취
1994년 파리 경도선을 따라 아라고의 이름이 새겨진 135개의 원형 동판(The Arago Medallions)이 설치되었다.